# メルヴィン・エルサレム
- メルビン・ジェルサレム
- メルビン・ジェルサエム

メルヴィン・エルサレム（Melvin Jerusalem、1994年2月22日 - ）は、フィリピンのプロボクサー。ブキドノン州マノロ・フォルティッチ出身。現WBC世界ミニマム級王者。元WBO世界ミニマム級王者。

## 来歴
2014年、セブ島での試合でプロデビュー。
2017年1月25日、タイのピッサヌローク県でWBC世界ミニマム級王者のワンヒン・ミナヨーティンとWBC世界同級タイトルマッチを行うも、試合途中でエルサレムのローブローによる反則で減点1を取られたこともあり、12回0-3（113-114×2、113-115）の判定負けで王座獲得に失敗した。
2021年7月16日、同国人のトト・ランデロとOPBF東洋太平洋ミニマム級王座決定戦を行い、12回判定勝ちで王座を獲得した。
OPBF王座獲得後はノンタイトル戦2試合に勝ち、2023年1月6日、エディオンアリーナ大阪にてWBO世界ミニマム級王者の谷口将隆（ワタナベボクシングジム）とWBC世界同級タイトルマッチを行い、2回1分4秒でTKO勝ちして王座を獲得した。
2023年2月27日、WBO本部で行われた王者のエルサレムとWBO世界ミニマム級2位の指名挑戦者オスカー・コラーゾとの間で行われるWBO世界同級タイトルマッチの入札で、コラーゾを擁するゴールデンボーイ・プロモーションズとプロモシオーネ・ミゲール・コットが152,000ドルを提示して、亀田興毅率いる3150FIGHTの101,000ドルを抑えて興行権の落札を許した。
2023年5月27日、カリフォルニア州インディオのファンタジー・スプリングス・リゾート・カジノでWBO世界ミニマム級2位の指名挑戦者オスカー・コラーゾとWBC世界同級タイトルマッチを行うも、7回終了後にエルサレムが棄権した為TKO負けを喫し王座から陥落した。
2024年3月31日、名古屋国際会議場イベントホールでWBC世界ミニマム級王者の重岡優大とWBC世界同級タイトルマッチを行い、重岡から2度のダウンを奪って12回2-1（114-112×2、113-114）の判定勝利を収め世界王座に返り咲いた。
2024年9月22日、メトロマニラのマンダルヨン・シティ・カレッジでWBC世界ミニマム級1位にして無敗の記録を持つルイス・カスティージョとWBC世界同級タイトルマッチを行い、12回3-0（120-107×2、118-109）の判定勝ちを収めカスティージョに初黒星を与えると同時に初防衛に成功した。
2025年3月30日、名古屋市国際展示場でWBCミニマム級1位の重岡優大と1年ぶりに再戦し、12回3-0の判定勝ちを収め2度目の防衛に成功した。
2025年7月8日、エルサレムは同年夏頃にWBO世界ミニマム級王者のオスカー・コラーゾとのWBC・WBO世界同級王座統一戦での再戦を行う予定で交渉が進められていたが、同日付でエルサレムが試合のファイトマネーに納得しなかったことから交渉は決裂した。

## 戦績
- プロボクシング：27戦 24勝 (13KO) 3敗

| 戦           | 日付           | 勝敗 | 時間    | 内容    | 対戦相手                     | 国籍         | 備考                                   |
| ------------ | -------------- | ---- | ------- | ------- | ---------------------------- | ------------ | -------------------------------------- |
| 1            | 2014年7月13日  | ☆    | 4R      | 判定3-0 | マイケル・カメリオン         | フィリピン   | プロデビュー戦                         |
| 2            | 2014年9月17日  | ☆    | 1R 2:30 | TKO     | クリスチャン・ソラトリオ     | フィリピン   |                                        |
| 3            | 2014年12月18日 | ☆    | 2R 0:37 | KO      | ジョマー・セニタ             | フィリピン   |                                        |
| 4            | 2015年1月18日  | ☆    | 1R 1:36 | KO      | レズ・パトロガネ             | フィリピン   |                                        |
| 5            | 2015年3月7日   | ☆    | 1R 1:59 | TKO     | ロダンテ・スアカサ           | フィリピン   |                                        |
| 6            | 2015年5月30日  | ☆    | 1R 2:15 | TKO     | ライアン・ラロゾ             | フィリピン   |                                        |
| 7            | 2015年6月28日  | ☆    | 7R 終了 | TKO     | マーク・アンソニー・フロリダ | フィリピン   |                                        |
| 8            | 2015年11月28日 | ☆    | 2R 2:30 | TKO     | クリソン・オマヤオ           | フィリピン   |                                        |
| 9            | 2016年2月27日  | ☆    | 8R      | 判定2-0 | フロランテ・コンデス         | フィリピン   |                                        |
| 10           | 2016年7月16日  | ☆    | 10R     | 判定3-0 | ジョナサン・レフュジオ       | フィリピン   |                                        |
| 11           | 2016年11月26日 | ☆    | 6R      | 判定3-0 | ファビオ・マルファ           | フィリピン   |                                        |
| 12           | 2017年1月25日  | ★    | 12R     | 判定0-3 | ワンヒン・ミナヨーティン     | タイ         | WBC世界ミニマム級タイトルマッチ        |
| 13           | 2017年7月8日   | ★    | 10R     | 判定0-3 | ジョーイ・カノイ             | フィリピン   |                                        |
| 14           | 2017年11月25日 | ☆    | 8R      | 判定3-0 | ジェストーニ・ラコマ         | フィリピン   |                                        |
| 15           | 2018年6月9日   | ☆    | 8R 1:12 | TKO     | フィリップ・ルイス・クエルド | フィリピン   |                                        |
| 16           | 2018年11月10日 | ☆    | 10R     | 判定3-0 | トト・ランデロ               | フィリピン   |                                        |
| 17           | 2019年8月17日  | ☆    | 7R 終了 | TKO     | レイマーク・タダイ           | フィリピン   |                                        |
| 18           | 2020年12月17日 | ☆    | 2R      | KO      | ジェイソン・フランシスコ     | フィリピン   |                                        |
| 19           | 2021年7月16日  | ☆    | 12R     | 判定3-0 | トト・ランデロ               | フィリピン   | OPBF東洋太平洋ミニマム級タイトルマッチ |
| 20           | 2022年2月26日  | ☆    | 12R     | 判定3-0 | ラメル・アンタラン           | フィリピン   |                                        |
| 21           | 2022年8月24日  | ☆    | 2R 1:21 | TKO     | マイケル・カメリオン         | フィリピン   |                                        |
| 22           | 2023年1月6日   | ☆    | 2R 1:04 | TKO     | 谷口将隆（ワタナベ）         | 日本         | WBO世界ミニマム級タイトルマッチ        |
| 23           | 2023年5月27日  | ★    | 7R 終了 | TKO     | オスカー・コラーゾ           | プエルトリコ | WBO陥落                                |
| 24           | 2023年10月29日 | ☆    | 8R      | 判定3-0 | フランシス・ジェイ・ディアス | フィリピン   |                                        |
| 25           | 2024年3月31日  | ☆    | 12R     | 判定2-1 | 重岡優大（ワタナベ）         | 日本         | WBC世界ミニマム級タイトルマッチ        |
| 26           | 2024年9月22日  | ☆    | 12R     | 判定3-0 | ルイス・カスティージョ       | メキシコ     | WBC防衛1                               |
| 27           | 2025年3月30日  | ☆    | 12R     | 判定3-0 | 重岡優大（ワタナベ）         | 日本         | WBC防衛2                               |
| テンプレート |                |      |         |         |                              |              |                                        |

## 獲得タイトル
- OPBF東洋太平洋ミニマム級王座（防衛0=返上）
- WBO世界ミニマム級王座（防衛0）
- WBC世界ミニマム級王座（防衛2）